# ローデシア空軍

ローデシア空軍の旗

ローデシア空軍（ローデシアくうぐん）は、ローデシアが編制していた空軍である。

## 概要

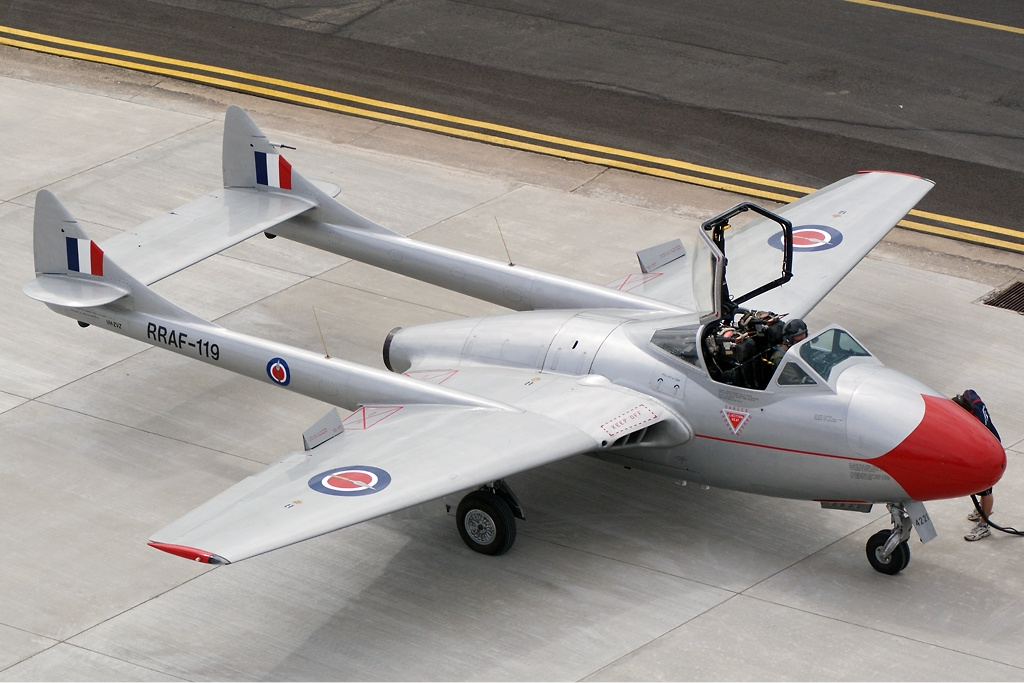
バンパイア戦闘機

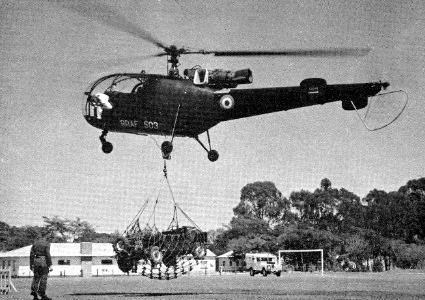
ローデシア空軍のアルエットⅢ

ローデシア紛争当時、アフリカ人抵抗組織は航空機を保有していなかった。それに対して、ローデシア空軍は、ホーカー ハンター、デ・ハビランド バンパイア、イングリッシュ・エレクトリック キャンベラなどのイギリス製ジェット戦闘機・爆撃機を装備していたため、ローデシア紛争中、制空権は常にローデシア軍側が確保していた。
また、ローデシア空軍はローデシア陸軍と協同し、ファイヤー・フォース攻撃と呼ばれる空中機動作戦を実施し、大きな戦果を上げていた。ファイヤー・フォース攻撃には、 アルエットIIIヘリコプターや、DC-3輸送機が使用された。また、リンクス（セスナO-2）をCOIN機として運用し、対地攻撃にあたらせていた。
ローデシア空軍（Rhodesian Air Force）は、英領南ローデシア時代には王立ローデシア空軍（Royal Rhodesian Air Force）だったが、イギリスに対する一方的独立宣言後、1970年にローデシア空軍へと改称された。ローデシア空軍は、8つの飛行隊を編制していた。ローデシア空軍の指揮や階級の体系は、イギリス空軍（British Royal Air Force）を基にしていた。
ローデシア空軍の航空基地はニュー・セーラム（New Sarum Air Force base）とソーンヒル（Thornhill Air Force base）の2ヵ所で、前進飛行場（Forward Airfields, 以下FAF）はワンキー（FAF1 Wankie）、カリバ（FAF2 Kariba）、センテナリー（FAF3 Centenary）、マウントダーウィン（FAF4 Mt.Darwin）、ムトコ（FAF5 Mtoko）、チパンガ（FAF6 Chipinga）、バッファローレンジ（FAF7 Buffalo Range）、グランドリーフ（FAF8 Grand Reef）、ルテンガ（FAF9 Rutenga）の9つが存在した。
ローデシア空軍は規模の小さな空軍で、1965年には1,200人のみの一般人から成っていたにすぎなかった。ローデシア紛争が激化した時にはあらゆる人種からなる2300名を擁するようになったが、実際に戦闘に関わるパイロットはわずか150人だった。
しかし、この150人のパイロットはローデシア空軍の持つ全ての航空機を操ることができたため、ローデシア空軍に多大なる柔軟性・汎用性をもたらした。少数精鋭のパイロットたちは全航空機に精通しておく必要性があり、さらには危険な出撃をする仲間のパイロットと交代しやすくするといった理由もあって、様々な部隊を持ち回った。
1978年10月、前月にローデシアの民間航空機が撃墜された報復として、隣国ザンビア国内にあったジンバブエ・アフリカ人民同盟の拠点を越境攻撃。ジェット機（出典ママ）やヘリコプターによる爆撃で、ゲリラ側に400人-500人規模の死傷者を出す被害を与えた。
ローデシア空軍の攻撃力は、本格的な空軍を保有していないアフリカ人解放組織から大変恐れられていた。そのため、1979年に白人系のローデシア政府とアフリカ人解放組織が和平に向けて会談したランカスターハウス会議においては、停戦協定が話し合われた際にローデシア空軍が停戦監視軍によって監視され、アフリカ人抵抗組織の安全が確保されることが特別に条件としてあげられるほどだった。

## 編成

### 第1飛行隊
- 編制:1951年3月
- 基地:Thornhill
- モットー:Speed and Courage（スピードと勇気）
- 任務:対地攻撃と空中防衛
- 機材:Hawker Hunter FGA.9(9機), de Havilland Vampire FB9（8機）

### 第2飛行隊
- 編制:1951年
- 基地:Thornhill
- モットー:Strike from Above（上空からの一撃）
- 任務:飛行訓練、近接支援作戦時の対地攻撃、比較的軽装備な航空機に対する空中防衛
- 機材:de Havilland Vampire T55（8機）

### 第3飛行隊
- 編制:1953年
- 基地:New Sarum
- モットー:Swift to Support（迅速援護）
- 任務:航空支援、落下傘部隊、兵站、航空機からの放送、捜索救援、VIPの搬送を含めた航空通信
- 機材:Dakota DC-3（13機）, Cessna 402（1機）, Britten-Norman BN-2 Islander（4機）, DC-7C（1機）, Beechcraft Baron 55（1機）

### 第4飛行隊
- 編制:1956年1月
- 基地:Thornhill
- モットー:Seek and Strike（探し出して撃て）
- 任務:内部セキュリティ作戦での陸軍サポート
- 機材:Aermacchi AL-60F-5（6機）, Cessna 337（17機）, SIAI-Marchetti SF-260W（14機）, SIAI-Marchetti SF-260C（17機）

### 第5飛行隊
- 編制:1959年4月
- 基地:New Sarum
- モットー:Find and Destroy（見つけだし破壊せよ）
- 任務:爆撃と写真調査
- 機材:English Electric Canberra B.2（8機）, English Electric Canberra T.4（2機）

### 第6飛行隊
- 編制:1960年に編制, 1963年に第5飛行隊へ吸収合併, 1967年再編制
- 基地:New Sarum
- モットー:Aspire to Achieve（達成への熱望）
- 任務:当初の任務は、爆撃と写真調査, 1967年、基礎訓練と対・反乱作戦の陸軍サポートへと変更, 1977年以降、基礎訓練、軽襲撃、武器訓練へと変更
- 機材:Percival Provost Mk52（13機）

### 第7飛行隊
- 編制:1962年2月28日
- 基地:New Sarum
- モットー:Fight Anywhere And Everywhere（何時如何なる場所でも戦闘態勢）
- 任務:部隊輸送、災害救援活動、ファイアフォースを含めた戦場での支援
- 機材:Alouette Ⅲ（34機）, Alouette Ⅱ（6機）, Bell 205A（11機）

### 第8飛行隊
- 編制:1978年9月
- 基地:New Sarum
- モットー:By Night And By Day（昼も夜も）
- 任務:部隊の輸送、戦場サポート
- 機材:Bell 205A

### Police Reserve Air Wing
ポリス・リザーブ・エア・ウイング（Police Reserve Air Wing, 以下PRAW）は、ブリティッシュ・サウス・アフリカ・ポリスの航空部隊で、自家用飛行機を所有している者を、予備警察官として採用し、編成した部隊だった。
PRAWは、警察所属の部隊だったが、配属されたのは空軍基地であり、ローデシア空軍の命令に従い、偵察、探索、負傷者の後送などの任務を実施していた。

### Internal Affairs Air Wing
インターナル・アフェアーズ・エア・ウイング（The Department of Internal Affairs Air Wing, 以下Intaf Air Wing）は、ローデシア内務省軍の航空部隊で、数種類の小型セスナ機を装備して、偵察や負傷者の後送、補給などの任務に従事していた。
アフリカ人解放組織が携帯型地対空ミサイルを装備するまで、Intaf Air Wingのセスナ機は民間機の塗装で運用されていたが、ローデシア航空のバイカウント機が撃墜されたため、Intaf Air Wingのセスナ機にも軍用機の塗装が施されるようになった。
ローデシア紛争末期には、Intaf Air Wingは、飛行中に地上のゲリラ部隊から攻撃を受けるだけでなく、滑走路に仕掛けられた地雷によって、少なくとも1機の航空機が破壊されている。このように、ゲリラ部隊はローデシア軍の滑走路にまで浸透していた。

## ローデシア空軍の装備
ローデシアは全面的経済制裁を受けていたため、ローデシア空軍は新たに航空機を調達することが難しかった。そのため、旧式の機体も多く使用されていた。
- ヘリコプター - アルエットIII、UH-1
- COIN機 - リンクス（セスナO-2）、SF-260
- 戦闘機 - ホーカー ハンター、デ・ハビランド バンパイア
- 爆撃機 - イングリッシュ・エレクトリック キャンベラ MK8
- 輸送機 - DC-3

黒人政権成立後、ジンバブエ空軍（Air Force of Zimbabwe）は欧米やロシア・中国から多くの新型航空機を導入し、一気に機材の更新を推し進めた。